# Sindaco (ordinamento italiano)

Esempio di illustrazione di un sindaco italiano con la fascia tricolore, che deve contenere lo stemma del comune di cui è sindaco e della Repubblica Italiana. In questo caso, il comune raffigurato è Novate Milanese.

Il sindaco, nell'ordinamento italiano, è il capo dell'amministrazione comunale.
Denominato anche primo cittadino, il sindaco secondo l'art. 36 del d.lgs. 18 agosto 2000, n. 267 è uno degli organi di governo del comune, assieme alla giunta comunale e al consiglio comunale.

## Storia

### L'età napoleonica e introduzione della figura
Durante l'età napoleonica fu introdotto in Italia un sistema di organizzazione dei poteri locali piramidale-gerarchico, che rispecchiava quello francese: il territorio era ripartito in dipartimenti, distretti, cantoni (a soli fini elettorali) e comuni. Al dipartimento era preposto un prefetto, nominato dal ministro dell'interno, al distretto un sottoprefetto e al comune un podestà che era al contempo capo dell'ente e delegato del Governo. Con la caduta di Napoleone e la restaurazione dei precedenti ordinamenti monarchici, il nuovo sistema di organizzazione amministrativa fu generalmente mantenuto essendosi rivelato efficiente. Figura simile era presente nel Regno delle Due Sicilie, dove il capo dell'amministrazione comunale era chiamato "pretore urbano", e nel Regno di Sardegna

### L'unità d'Italia
Dopo la proclamazione del Regno d'Italia la figura venne mantenuta con l'estensione della legislazione del Regno di Sardegna al nuovo Statocon la legge 20 marzo 1865, n. 2248, allegato A. In base a questa legge il territorio dello Stato era diviso in province con a capo il prefetto, circondari con a capo il sotto-prefetto e comuni con a capo il sindaco, che manteneva l'ambigua natura di rappresentante della collettività e di organo locale dello Stato.
Il sindaco era inizialmente nominato con Regio decreto e doveva essere scelto fra i consiglieri comunali. Solo nel 1889 fu introdotta l'elezione da parte del consiglio comunale, tra i suoi membri; la durata del mandato era di quattro anni, con possibilità di rielezione.

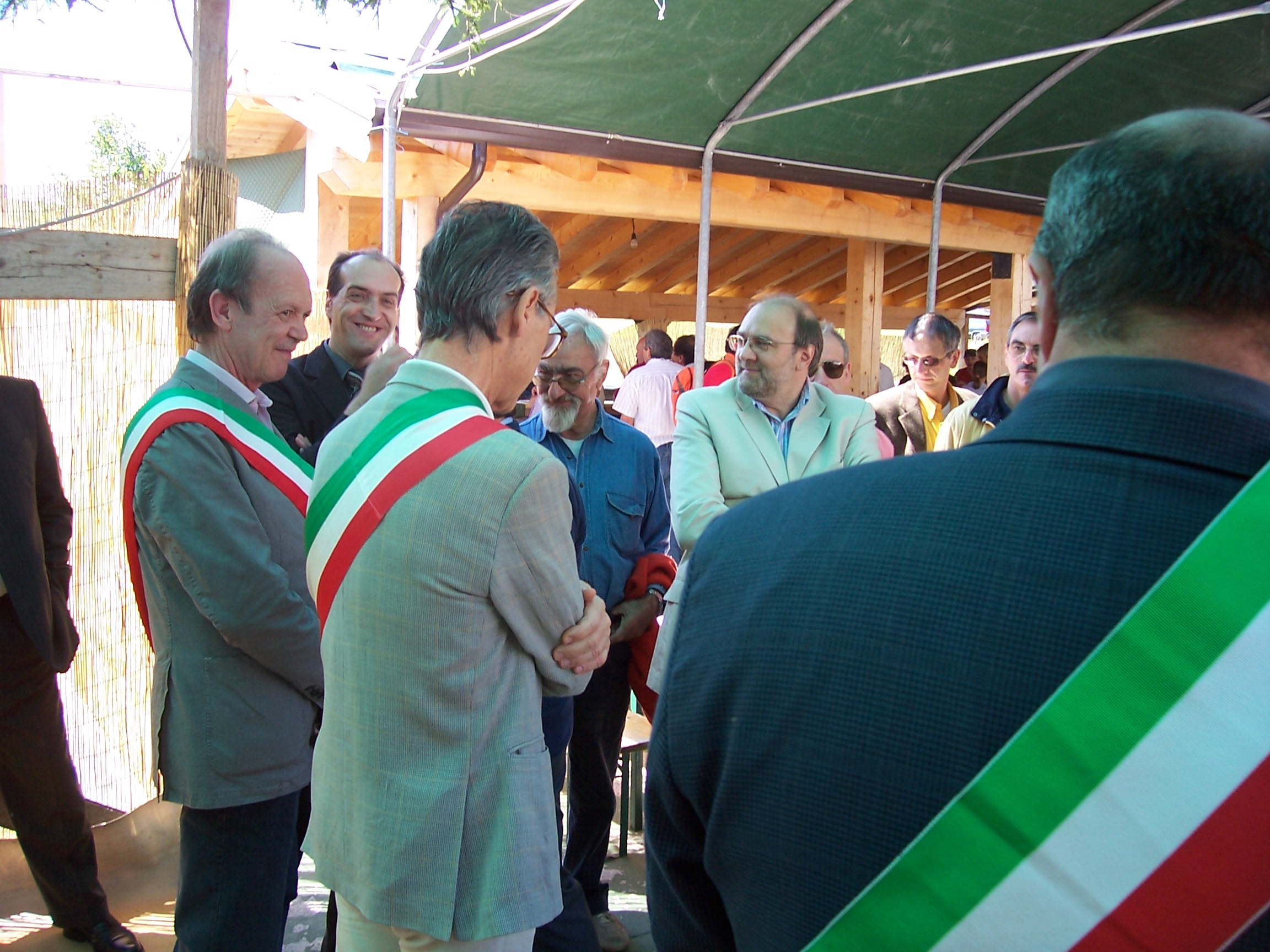
In Italia il sindaco nell'esercizio delle funzioni deve indossare la fascia tricolore, che deve scendere dalla spalla destra al fianco sinistro

### I cambiamenti durante il ventennio fascista
Durante il ventennio fascista, gli organi democratici comunali furono soppressi e sostituiti da organi di nomina governativa. Dapprima il Comune di Roma fu trasformato in Governatorato (R.D.L. 28 ottobre 1925, n. 1949); in seguito fu introdotta la figura del podestà, inizialmente nei comuni con meno di 5 000 abitanti (Legge 4 febbraio 1926, n. 237) e poi in tutti gli altri (R.D.L. 3 settembre 1926, n. 1910). Tali leggi di riforma, confluite poi nel Testo unico della legge comunale e provinciale del 1934, delinearono un sistema nel quale il sindaco, la giunta ed il consiglio comunale venivano soppressi e le loro funzioni venivano tutte attribuite a un unico soggetto, il podestà, nominato con regio decreto per cinque anni con possibilità di riconferma ma che poteva essere rimosso dalla carica in ogni momento. Il podestà era affiancato da una consulta municipale, composta da almeno sei consultori nominati dal prefetto (o, nelle grandi città, dal ministro dell'interno), con funzioni consultive su alcune materie indicate dalla legge e su tutte le altre questioni che il podestà avesse ritenuto di sottoporgli. Nei comuni con più di 5 000 abitanti il podestà poteva essere affiancato da uno o due vice-podestà (secondo che la popolazione fosse o meno superiore a 100 000 abitanti), nominati dal ministro dell'interno. La città di Roma aveva un ordinamento differenziato, essendo le funzioni municipali attribuite a un governatore, coadiuvato da un vicegovernatore, come lui di nomina regia, e dalla consulta di Roma, costituita da dodici consultori nominati dal ministro dell'interno.

### La seconda guerra mondiale ed il dopoguerra
In seguito alla caduta del fascismo, l'amministrazione provvisoria dei comuni fu disciplinata con R.D.L. 4 aprile 1944, n. 111 che la affidò, fino al ripristino del sistema elettivo, a un sindaco e a una giunta comunale, nominati dal prefetto su proposta del CLN. Il sistema che prevedeva l'elezione da parte dei cittadini del consiglio comunale, il quale a sua volta eleggeva sindaco e giunta, fu ripristinato con D.L.L. 7 gennaio 1946, n. 1.
Con il periodo repubblicano si estende l'elettorato attivo e passivo alle donne. Tra il 1946 e la metà del 1950 furono elette le prime quattro donne sindaco: Ninetta Bartoli, sindaco dal 10 marzo 1946 al 1958 di Borutta; Caterina Tufarelli Palumbo, sindaco dal 24 marzo 1946 al 1952 di San Sosti; Ada Natali, sindaco dal 1946 al 1959 di Massa Fermana; Elisa Carloni sindaco dal 1946 al 1949 di Castiglion Fibocchi; Maria Chieco Bianchi, sindaco dal 1949 al 1954 di Fasano e Vittoria Giunti, sindaco dal 1956 del comune siciliano di Santa Elisabetta. La prima donna sindaco di un capoluogo di provincia fu invece Luisa Gallotti Balboni, che guidò il comune di Ferrara dal 1951 al 1958.

### Le riforme degli anni 1990
Con la legge 8 giugno 1990, n. 142, la prima disciplina generale degli enti territoriali dopo la fondazione della Repubblica, fu prefigurato un nuovo ente, effettivamente introdotto solo nel 2015: la città metropolitana, con la figura del sindaco metropolitano.
Con la legge 25 marzo 1993, n. 81 vennero introdotte l'elezione diretta da parte dei cittadini del sindaco e del consiglio comunale e la nomina dei componenti della giunta da parte del sindaco. In questo modo la forma di governo del comune, in precedenza riconducibile al modello parlamentare, venne avvicinata al modello presidenziale. La stessa legge fissò la durata del mandato del sindaco a quattro anni (art. 2), successivamente portati a cinque (art. 7, legge 30 aprile 1999, n. 120).

## Evoluzione etimologica del termine
Il termine italiano è posteriore al termine francese syndic (pron. sɛ̃dik), e quindi probabilmente derivato da esso, in uso presso l'amministrazione sabauda e in generale nei Paesi francofoni. Il termine syndic è attualmente ancora in uso ufficialmente in francese in Valle d'Aosta e in buona parte della Svizzera romanda, ma non in Francia, dove il termine maire si è affermato nell'uso ufficiale a partire dalla Rivoluzione francese. L'amministrazione sabauda ha conservato questo termine a seguito dell'Unità d'Italia.
Questo termine, assieme ad alcuni altri termini relativi a cariche politiche, è stato recentemente adattato al femminile, divenendo comune, sui giornali in particolare, l'appellativo di sindaca. Tale modificazione del termine sindaco ha conosciuto capillare diffusione a partire da una polemica sui "termini femminili tradizionalmente declinati al maschile", che ha coinvolto Giorgio Napolitano, Vittorio Sgarbi e Laura Boldrini agli inizi di gennaio 2017. In particolare Giorgio Napolitano, durante il suo ultimo incontro con Laura Boldrini, aveva definito "orribili" e "abominevoli" i tentativi di declinare al femminile termini come sindaco e ministro. Il critico Vittorio Sgarbi, qualche tempo dopo, criticò l'uso dei termini "sindaca" e "ministra" da parte di Laura Boldrini.
In seguito alle affermazioni, l'Accademia della Crusca chiarì che declinare al femminile termini come sindaco o ministro era corretto e da allora i giornali in particolare hanno cominciato a utilizzare i termini ministra e sindaca con maggiore disinvoltura rispetto a prima. In precedenza, i termini sindaco e ministro erano utilizzati al maschile anche per riferirsi a persone di sesso femminile.

## Caratteristiche della figura

### Eleggibilità
I requisiti sono definiti dal Decreto legislativo 18 agosto 2000, n. 267:
Secondo l'art. 46 il sindaco è eletto dai cittadini iscritti nelle liste elettorali del comune a suffragio universale e diretto ed è membro di diritto del consiglio comunale. Ai sensi dell'art. 55 sono eleggibili a sindaco gli elettori di un qualsiasi comune della Repubblica che abbiano compiuto il diciottesimo anno di età nel primo giorno fissato per la votazione. Si può essere eletti sindaci di un comune anche se non si risiede nel comune stesso.
In base agli artt. 71 e 72 del D. Lgs. n. 267/2000 il sindaco è eletto contemporaneamente all'elezione del consiglio comunale.
Nei comuni con popolazione fino a 15 000 abitanti unitamente alla lista di candidati al consiglio comunale deve essere presentato anche il nome e cognome del candidato alla carica di sindaco, quindi a ogni candidato sindaco deve corrispondere una sola lista e viceversa. È eletto sindaco il candidato che ottiene il maggior numero di voti (a prescindere dal fatto che abbia ottenuto o meno la maggioranza assoluta); solo nel raro caso di parità di voti si procede al ballottaggio fra i due candidati che hanno ottenuto il maggior numero di voti: in caso di ulteriore parità viene eletto il candidato più anziano.
Nei comuni con popolazione superiore a 15 000 abitanti, ciascun candidato alla carica di sindaco deve dichiarare all'atto della presentazione della candidatura il collegamento con una o più liste presentate per l'elezione del consiglio comunale. È eletto sindaco il candidato che ottiene la maggioranza assoluta dei voti validi; se nessun candidato ottiene tale maggioranza (situazione che, ovviamente, è possibile solo se i candidati sono almeno tre) si procede al ballottaggio fra i due che hanno ottenuto il maggior numero di voti.
La Corte costituzionale, con sentenza n. 277 del 21 ottobre 2011, ha dichiarato l'illegittimità costituzionale delle norme sull'elezione del parlamento (articoli 1, 2, 3 e 4 della legge 15 febbraio 1953, n. 60) nella parte in cui non prevedono l'incompatibilità tra la carica di parlamentare e quella di sindaco di comune con popolazione superiore ai 20 000 abitanti, introducendo così tale incompatibilità attraverso una sentenza additiva.
La Corte costituzionale, con sentenza n. 120 del 5 giugno 2013, ha dichiarato l'illegittimità costituzionale dell'art. 63 del TUEL nella parte in cui non prevede l'incompatibilità tra la carica di sindaco di comune con popolazione superiore ai 20 000 abitanti e quella di parlamentare, introducendo così tale incompatibilità attraverso una sentenza additiva, precisando, così che l'incompatibilità è bidirezionale.

### Mandato
L'art. 51 del testo unico sull'ordinamento degli enti locali fissa la durata in carica del sindaco in cinque anni, come il consiglio comunale.
Non è possibile ricoprire la carica di sindaco per più di due mandati consecutivi, con l'eccezione dei comuni con popolazione fino a 15.000 abitanti, in conformità di quanto previsto dal decreto legge 7/2024: a partire dalla sua approvazione, per i sindaci di comuni con popolazione inferiore a 5.000 abitanti non sono previsti limiti alle ricandidature, mentre per i sindaci di comuni con popolazione tra i 5.000 e i 15.000 abitanti è stato fissato un limite di tre candidature.
Secondo l'art. 52 del D. Lgs. n. 267/2000 il sindaco e la giunta cessano dalla carica in caso di approvazione di una mozione di sfiducia votata per appello nominale dalla maggioranza assoluta dei componenti del consiglio comunale. La mozione deve essere motivata e sottoscritta da almeno due quinti dei consiglieri (senza computare a tal fine il sindaco). Se la mozione è approvata, il consiglio viene sciolto e, in attesa dell'elezione del nuovo consiglio e del nuovo sindaco, viene nominato un commissario al quale è affidata l'amministrazione del comune.
Lo stesso principio, noto come simul stabunt vel simul cadent, trova applicazione anche nel successivo art. 53, laddove prevede che, in caso di impedimento permanente, rimozione, decadenza o decesso del sindaco, la giunta decade e si procede allo scioglimento del consiglio comunale ed a nuove elezioni.

### Distintivo

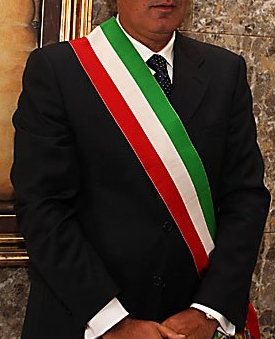
Fascia tricolore

L'art. 50 del D. Lgs. n. 267/2000 descrive il tradizionale distintivo del sindaco: "la fascia tricolore con lo stemma della Repubblica e lo stemma del comune, da portarsi a tracolla". 
Tale norma ha sostituito l'art. 36, comma 7 della L. n. 142/1990, abrogata dall'art. 294 del D. Lgs. n. 267/2000, che prevedeva che la fascia tricolore dovesse essere portata sulla spalla destra, con la striscia verde rivolta verso il collo; pertanto, allo stato vigente la legge prevede esclusivamente che la fascia tricolore sia indossata "a tracolla".
In Trentino-Alto Adige al sindaco è consentito l'uso, oltre che della fascia, di un medaglione con catena, da portare al collo, riportante le insegne civiche, come è tipico nei territori di lingua tedesca.

### Indennità
La legge 3 agosto 1999, n. 265 prevede che al sindaco spetti una indennità di funzione, dimezzata per i lavoratori dipendenti che non abbiano richiesto l'aspettativa.
La stessa norma afferma che tale indennità è determinata con adozione di un decreto interministeriale (emanato dal Ministero dell'Interno di concerto con il Ministero del tesoro, del bilancio e della programmazione economica) - sentita la Conferenza Stato-città ed autonomie locali - nel rispetto di alcuni criteri previsti dalla stessa norma del 1999.
In ottemperanza ai dettami della legge n. 265/1999 è stato emanato il decreto del Ministero dell'Interno n. 119 del 4 aprile 2000. La materia è oggi regolata dall'art. 82 del TUEL.
Riguardo alla corresponsione dell'indennità poi il Ministero dell'Interno ha chiarito che, circa il dimezzamento della stessa, ai lavoratori dipendenti che non abbiano richiesto di essere collocati in aspettativa retribuita e che, pertanto, a coloro che non possono avvalersi di tale facoltà, quali i lavoratori autonomi, disoccupati, studenti e i pensionati compete l'indennità di funzione nella misura intera, sul presupposto che la attuale posizione escluda la sussistenza di un rapporto di lavoro dipendente. Agli amministratori ai quali viene corrisposta, non è dovuto alcun gettone per la partecipazione a sedute degli organi collegiali dell'ente, né di commissioni che di quell'organo costituiscono articolazioni interne ed esterne.

## Poteri e funzioni

### Nomina organi comunali

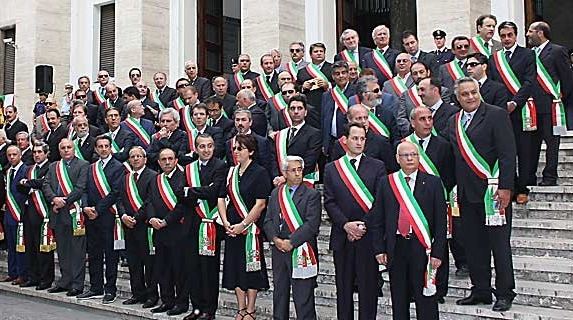
Un raduno di sindaci italiani

Secondo l'art. 46 del D. Lgs. n. 267/2000 il sindaco nomina i componenti della giunta comunale, tra cui un vicesindaco, e può in ogni momento revocare uno o più assessori, dandone motivata comunicazione al consiglio. Secondo l'art. 50 del D. Lgs. n. 267/2000 il sindaco è l'organo responsabile dell'amministrazione del comune ovvero detiene il potere esecutivo a livello locale assieme alla giunta; rappresenta l'ente; convoca e presiede la giunta, nonché il consiglio comunale quando non è previsto il presidente del consiglio; sovrintende al funzionamento dei servizi e degli uffici e all'esecuzione degli atti; esercita le funzioni che gli sono attribuite dalle leggi, dallo statuto e dai regolamenti; sovrintende all'espletamento delle funzioni statali e regionali attribuite o delegate al comune; esercita le altre funzioni attribuitegli quale autorità locale nelle materie previste da specifiche disposizioni di legge e, in particolare, adotta le ordinanze contingibili e urgenti in caso di emergenze sanitarie o di igiene pubblica a carattere esclusivamente locale; nomina i responsabili degli uffici e dei servizi; attribuisce e definisce gli incarichi dirigenziali e quelli di collaborazione esterna; provvede, sulla base degli indirizzi stabiliti dal consiglio, alla nomina, alla designazione e alla revoca dei rappresentanti del comune presso enti, aziende ed istituzioni. Secondo l'art. 99 del D.Lgs. n. 267/2000 il sindaco nomina il segretario comunale, che dipende funzionalmente da lui, scegliendolo tra gli iscritti all'apposito albo. Il segretario cessa automaticamente dall'incarico con la cessazione del mandato del sindaco che l'ha nominato, salvo che non sia confermato dal nuovo sindaco.
Secondo l'art. 108 del D. Lgs. n. 267/2000 il sindaco nei comuni con popolazione superiore ai 100 000 abitanti, previa deliberazione della giunta comunale, può nominare un direttore generale, al di fuori della dotazione organica e con contratto a tempo determinato, che provvede ad attuare gli indirizzi e gli obiettivi stabiliti dagli organi di governo dell'ente, secondo le direttive impartite dal sindaco, e che sovrintende alla gestione dell'ente, perseguendo livelli ottimali di efficacia ed efficienza. Il direttore generale può essere revocato dal sindaco, previa deliberazione della giunta comunale; la durata del suo incarico non può eccedere quella del mandato del sindaco.

### Atti amministrativi emanabili
Nell'esercizio delle sue funzioni il sindaco adotta provvedimenti amministrativi, solitamente in forma di ordinanza o di decreto. Va tuttavia rammentato che, in virtù del principio di separazione tra funzioni di indirizzo politico-amministrativo e di gestione, i provvedimenti del sindaco, come quelli degli altri organi politici, non possono invadere l'ambito delle funzioni di gestione, riservate ai dirigenti (o, nei comuni minori, ai funzionari che ne esercitano le funzioni), salve le eccezioni espressamente previste dalla legge. Per lo stesso motivo, il sindaco non è più titolato a stipulare contratti per il comune (mentre può stipulare gli accordi di programma, data la loro natura politica). Le delibere sono invece appannaggio delle sedute comuni tra sindaco e giunta.

### Tutela della sanità pubblica
Il sindaco è autorità sanitaria locale (in primis Regio decreto 27 luglio 1934, n. 1265, art. 217). In questa veste, ai sensi dell'art. 32 della legge n. 833/1978 e dell'art. 117 del D. Lgs. n. 112/1998, può anche emanare ordinanze contingibili e urgenti, con efficacia estesa al territorio comunale, in caso di emergenze sanitarie e di igiene pubblica. In collaborazione con il Servizio igiene e sanità pubblica, il sindaco ha in ogni tempo la potestà di valutare la tollerabilità di lavorazioni classificate dalla normativa come insalubri in base ai materiali o alle sostanze detenute o trattate, e di adottare in via cautelare "interventi finalizzati ad impedire la continuazione o l’evolversi di attività che presentano i caratteri di possibile pericolosità". Tali poteri in materia di salute pubblica non sono stati impattati né ridimensionati dall'introduzione dell'Autorizzazione integrata ambientale.

### Tutela del territorio e dell'ambiente e di protezione civile
Inoltre, secondo l'art. 50, comma 5, del D.Lgs. n. 267/2000, il sindaco, quale rappresentante della comunità locale, può adottare ordinanze contingibili e urgenti in relazione all'urgente necessità di interventi volti a superare situazioni di grave incuria o degrado del territorio, dell'ambiente e del patrimonio culturale o di pregiudizio del decoro e della vivibilità urbana, in particolare per tutelare la tranquillità e il riposo dei residenti, anche con interventi in materia di orari di vendita e di somministrazione di bevande alcoliche e superalcoliche. Per la tutela della tranquillità e del riposo dei residenti in determinate aree urbane interessate da notevole afflusso di persone, anche in relazione allo svolgimento di specifici eventi, il sindaco può disporre con ordinanza non contingibile e urgente e per un periodo comunque non superiore a 30 giorni, limitazioni in materia di orari di vendita, anche per asporto, e di somministrazione di bevande alcoliche e superalcoliche.
In casi di emergenza connessi con il traffico o con l'inquinamento atmosferico o acustico, ovvero quando a causa di circostanze straordinarie si verifichino particolari necessità dell'utenza o per motivi di sicurezza urbana, il sindaco può anche modificare gli orari degli esercizi commerciali, dei pubblici esercizi e dei servizi pubblici, nonché, d'intesa con i responsabili territorialmente competenti delle amministrazioni interessate, gli orari di apertura al pubblico degli uffici comunali localizzati nel territorio di competenza.
Secondo l'art. 15 della legge 24 febbraio 1992, n. 225, il sindaco è autorità comunale di protezione civile: al verificarsi dell'emergenza nel territorio comunale, assume la direzione e il coordinamento dei servizi di soccorso e di assistenza alle popolazioni interessate e provvede agli interventi necessari dandone immediata comunicazione al prefetto e al presidente della giunta regionale. Quando la calamità naturale o l'evento non possono essere fronteggiati con i mezzi a disposizione del comune, chiede l'intervento di altre forze e strutture al prefetto.

### Tutela dell'ordine pubblico
Secondo l'art. 1 del Testo unico delle leggi di pubblica sicurezza il sindaco è autorità locale di pubblica sicurezza, nei comuni dove manca il capo dell'ufficio di pubblica sicurezza del luogo, ovvero un commissariato di pubblica sicurezza (art. 15 TULPS).
Il sindaco segnala alle competenti autorità, giudiziaria o di pubblica sicurezza, la condizione irregolare dello straniero o del cittadino appartenente ad uno Stato membro dell'Unione Europea, per la eventuale adozione di provvedimenti di espulsione dello straniero o comunque di allontanamento di quest'ultimo dal territorio nazionale. Nell'ambito delle suddette funzioni, il prefetto può disporre ispezioni per accertare il regolare funzionamento delle stesse. In caso d'inerzia del sindaco o del suo delegato nell'esercizio delle medesime, il prefetto può intervenire con proprio provvedimento. Nel corso degli anni alcune norme hanno aumentato il potere dei sindaci in materia, come ad esempio decreto legge 23 maggio 2008, n. 92 - successivamente convertito in legge 24 luglio 2008, n. 125 ed il decreto del Ministero dell'Interno del 5 agosto 2008. 

### Le competenze quale "ufficiale del Governo"
Il sindaco, oltre che organo responsabile dell'amministrazione del comune, è al contempo organo locale dello Stato; quando agisce in tale veste, si dice che agisce quale ufficiale del Governo. Il sindaco, previa comunicazione al prefetto, può delegare l'esercizio delle funzioni di ufficiale del Governo, esclusa l'emanazione delle ordinanze contingibili e urgenti, al presidente del consiglio circoscrizionale; ove non siano costituiti gli organi di decentramento comunale, il sindaco può conferire la delega a un consigliere comunale per l'esercizio delle funzioni nei quartieri e nelle frazioni (il cosiddetto prosindaco).
Le funzioni del sindaco quale ufficiale del Governo sono disciplinate dall'art. 54 del TUEL. Secondo tale articolo il sindaco, nel rispetto degli atti di indirizzo emanati dal Ministro dell'interno, sovraintende: 
- alla tenuta dei registri di stato civile (è ufficiale dello stato civile) e di popolazione (è ufficiale dell'anagrafe) e agli adempimenti demandatigli dalle leggi in materia elettorale (presiede la commissione elettorale), di leva militare e di statistica;
- alla emanazione degli atti giuridici che gli sono attribuiti dalle leggi e dai regolamenti in materia di ordine e di sicurezza pubblica;
- allo svolgimento, in materia di pubblica sicurezza e di polizia giudiziaria, delle funzioni affidategli dalla legge;
- alla vigilanza su tutto quanto possa interessare la sicurezza e l'ordine pubblico, informandone preventivamente il prefetto.

Quale ufficiale del Governo adotta, con atto motivato e previa comunicazione al prefetto, provvedimenti contingibili e urgenti nel rispetto dei principi generali dell'ordinamento, al fine di prevenire ed eliminare gravi pericoli che minacciano l'incolumità pubblica e la pubblica sicurezza urbana. I provvedimenti concernenti l'incolumità pubblica sono diretti a tutelare l'incolumità fisica della popolazione mentre quelli concernenti la sicurezza urbana sono diretti a prevenire e contrastare l'insorgere di fenomeni criminosi o di illegalità, quali lo spaccio di stupefacenti, lo sfruttamento della prostituzione, la tratta di esseri umani, l'accattonaggio con impiego di minori e disabili, ovvero riguardano fenomeni di abusivismo edilizio, quale l'illecita occupazione di terreni o edifici, o di violenza, anche legati all'abuso di alcool o all'uso di sostanze stupefacenti. Se l'ordinanza è rivolta a persone determinate e queste non ottemperano all'ordine impartito, il sindaco può provvedere d'ufficio a spese degli interessati, senza pregiudizio dell'azione penale per i reati commessi da costoro.

## Disposizioni per le Regioni a statuto speciale
Secondo l'art. 1, comma 2, del D. Lgs. n. 267/2000 le disposizioni del testo unico non si applicano alle regioni a statuto speciale se incompatibili con le attribuzioni previste dallo statuto comunale e dalle relative norme di attuazione. Gli statuti di tutte queste regioni, dopo le modifiche apportate alla legge costituzionale 23 settembre 1993, n. 2, attribuiscono la materia dell'ordinamento degli enti locali e delle relative circoscrizioni alla competenza del legislatore regionale; esso, pertanto, può derogare le disposizioni del TUEL.
Nel Trentino-Alto Adige il limite di popolazione fino al quale il candidato alla carica di sindaco deve essere collegato con una sola lista di candidati al consiglio comunale è ridotto da 15 000 a 3 000 abitanti. Il numero massimo di mandati consecutivi consentiti al sindaco è, inoltre, elevato da due a tre; lo stesso avviene anche in Valle d'Aosta per i comuni diversi dal capoluogo.
In Friuli-Venezia Giulia il candidato alla carica di sindaco può sempre essere collegato a più liste, a prescindere dalla popolazione del comune.
Nelle regioni a statuto speciale dove, al posto del D. Lgs. n. 267/2000 sono ancora in vigore le disposizioni della legge n. 81/1993, il vicesindaco sostituisce il sindaco anche in caso di impedimento permanente, rimozione, decadenza o decesso, sino all'elezione del nuovo sindaco.

## Denominazione nelle lingue minoritarie
Nelle regioni a statuto speciale dove vige un regime di bilinguismo, la denominazione sindaco è affiancata dalle seguenti:
- nella Valle d'Aosta, bilingue italiano/francese, syndic;
- nella Provincia autonoma di Bolzano, bilingue italiano/tedesco, Bürgermeister;
- nelle valli ladine (Val Badia e Val Gardena, nella Provincia Autonoma di Bolzano, Val di Fassa nella Provincia autonoma di Trento), Ombolt o Ambolt;
- in Friuli-Venezia Giulia, per i comuni delle province di Trieste, Gorizia e Udine il cui statuto prevede il bilinguismo italiano/sloveno, župan.
- in Friuli-Venezia Giulia, per i comuni delle province di Udine, Pordenone e Gorizia il cui statuto prevede il bilinguismo italiano/friulano, sindic.

## Sindaci dei capoluoghi di regione
| Comune     | Sindaco | Sindaco | Sindaco             | Partito                                   | Coalizione | Coalizione                                | Inizio mandato    |
| ---------- | ------- | ------- | ------------------- | ----------------------------------------- | ---------- | ----------------------------------------- | ----------------- |
| Aosta      |         |         | Gianni Nuti         | Indipendente nell'area di centro-sinistra |            | Centro-sinistra (UV-PD-EV-ALPE)           | 6 ottobre 2020    |
| Torino     |         |         | Stefano Lo Russo    | Partito Democratico                       |            | Centro-sinistra (PD-SI-Mod-Civiche)       | 27 ottobre 2021   |
| Genova     |         |         | Silvia Salis        | Indipendente nell'area di centro-sinistra |            | Centro-sinistra (PD-AVS-M5S-Civiche)      | 30 maggio 2025    |
| Milano     |         |         | Giuseppe Sala       | Indipendente nell'area di centro-sinistra |            | Centro-sinistra (PD-EV-Civiche)           | 21 giugno 2016    |
| Trento     |         |         | Franco Ianeselli    | Indipendente nell'area di centro-sinistra |            | Centro-sinistra (PD-CB-AVS-Civiche)       | 23 settembre 2020 |
| Venezia    |         |         | Luigi Brugnaro      | Coraggio Italia                           |            | Centro-destra (Lega-FdI-FI-Civiche)       | 16 giugno 2015    |
| Trieste    |         |         | Roberto Dipiazza    | Forza Italia                              |            | Centro-destra (FdI-Lega-FI-Civiche)       | 20 giugno 2016    |
| Bologna    |         |         | Matteo Lepore       | Partito Democratico                       |            | Centro-sinistra (PD-SI-IV-M5S-EV-Civiche) | 11 ottobre 2021   |
| Firenze    |         |         | Sara Funaro         | Partito Democratico                       |            | Centro-sinistra (PD-AVS-Civiche)          | 27 giugno 2024    |
| Ancona     |         |         | Daniele Silvetti    | Forza Italia                              |            | Centro-destra (FdI-FI-Lega-Civiche)       | 30 maggio 2023    |
| Perugia    |         |         | Vittoria Ferdinandi | Indipendente nell'area di centro-sinistra |            | Centro-sinistra (PD-Az-M5S-AVS-Civiche)   | 26 giugno 2024    |
| Roma       |         |         | Roberto Gualtieri   | Partito Democratico                       |            | Centro-sinistra (PD-SI-DemoS-EV-Civiche)  | 21 ottobre 2021   |
| L'Aquila   |         |         | Pierluigi Biondi    | Fratelli d'Italia                         |            | Centro-destra (FI-Lega-FdI-UdC)           | 28 giugno 2017    |
| Campobasso |         |         | Marialuisa Forte    | Indipendente nell'area di centro-sinistra |            | Centro-sinistra (PD-M5S-AVS)              | 25 giugno 2024    |
| Napoli     |         |         | Gaetano Manfredi    | Indipendente nell'area di centro-sinistra |            | Centro-sinistra (PD-M5S-SI-EV-Civiche)    | 18 ottobre 2021   |
| Potenza    |         |         | Vincenzo Telesca    | Partito Democratico                       |            | Centro-sinistra (PD-Civiche)              | 10 luglio 2024    |
| Bari       |         |         | Vito Leccese        | Partito Democratico                       |            | Centro-sinistra (PD-Con-Civiche)          | 9 luglio 2024     |
| Catanzaro  |         |         | Nicola Fiorita      | Indipendente nell'area di sinistra        |            | Centro-sinistra (PD-M5S-Civiche)          | 30 giugno 2022    |
| Palermo    |         |         | Roberto Lagalla     | Unione di Centro                          |            | Centro-destra (FdI-Lega-FI-UdC-Civiche)   | 20 giugno 2022    |
| Cagliari   |         |         | Massimo Zedda       | Partito Progressista                      |            | Centro-sinistra (PD-PP-AVS-M5S-Civiche)   | 17 giugno 2024    |